# Serrières-sur-Ain
Serrières-sur-Ain è un comune francese di 119 abitanti situato nel dipartimento dell'Ain della regione dell'Alvernia-Rodano-Alpi.

## Società

### Evoluzione demografica
Abitanti censiti